# Kuddby socken
Kuddby socken i Östergötland ingick i Björkekinds härad, ingår sedan 1974 i Norrköpings kommun och motsvarar från 2016 Kuddby distrikt.
Socknens areal är 51,68 kvadratkilometer, varav 51,65 land.> År 2000 fanns här 646 invånare. Kyrkbyn Kuddby med sockenkyrkan Kuddby kyrka ligger i socknen. 

## Administrativ historik
Kuddby socken har medeltida ursprung.
Vid kommunreformen 1862 övergick socknens ansvar för de kyrkliga frågorna till Kuddby församling och för de borgerliga frågorna till Kuddby landskommun. Landskommunen inkorporerades 1952 i Västra Vikbolandets landskommun som uppgick 1967 i Vikbolandets landskommun och ingår sedan 1974 i Norrköpings kommun. Församlingen uppgick  2008 i Västra Vikbolandets församling.
1 januari 2016 inrättades distriktet Kuddby, med samma omfattning som församlingen hade 1999/2000.  
Socknen har tillhört samma fögderier och domsagor som Björkekinds härad. De indelta soldaterna tillhörde   Andra livgrenadjärregementet, Liv-kompaniet. De indelta båtsmännen tillhörde Östergötlands båtsmanskompani.

## Geografi
Kuddby socken ligger nordost om Söderköping på Vikbolandet. Socknen är en uppodlad slättland med mindre skogklädda höjder.

## Fornlämningar

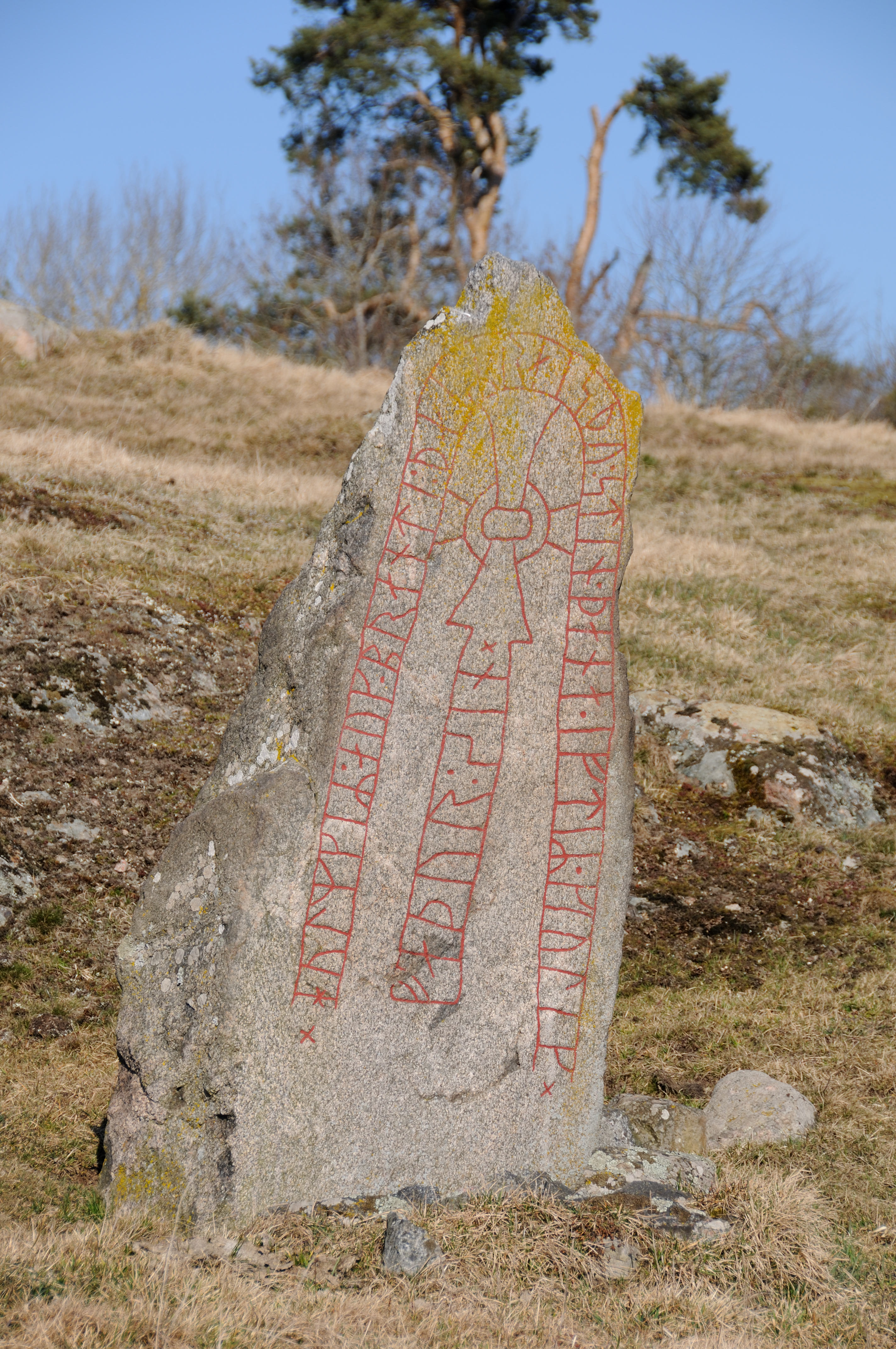
Östergötlands runinskrifter 20 vid Söverstad

Kända från socknen är hällristningar, skärvstenhögar och stensättningar från bronsåldern samt 60 gravfält och tio kilometer av stensträngar från järnåldern. Nio runristningar är kända, varav tre vid kyrkan.

## Namnet
Namnet (1377 Kutbo sokn) tolkas som 'kutabornas socken' där kut, 'knöl, puckel; backe, kulle' syftar på den puckelliknande höjd kyrkan ligger på.

### Fotnoter
1. 1 2  Svensk Uppslagsbok andra upplagan 1947–1955: Kuddby socken
2. 1 2  Harlén, Hans; Harlén Eivy (2003). Sverige från A till Ö: geografisk-historisk uppslagsbok. Stockholm: Kommentus. Libris 9337075. ISBN 91-7345-139-8
3. ↑  ”Församlingar”. Statistiska centralbyrån. https://www.scb.se/hitta-statistik/regional-statistik-och-kartor/regionala-indelningar/forsamlingar/. Läst 30 december 2022.
4. ↑  Administrativ historik för Kuddby socken (Klicka på församlingsposten). Källa: Nationella arkivdatabasen, Riksarkivet.
5. ↑  Om Östergötlands båtsmanskompani
6. ↑  ”Karta över västra Björkekinds härad från 1868”. Arkiverad från originalet den 13 april 2018. https://web.archive.org/web/20180413105804/https://kartavdelningen.sub.su.se/images/Ek/E/E-OstkindBjorkekind-v/openlayers.html. Läst 13 april 2018.
7. 1 2  Sjögren, Otto (1931). Sverige geografisk beskrivning del 2 Östergötlands, Jönköpings, Kronobergs, Kalmar och Gotlands län. Stockholm: Wahlström & Widstrand. Libris 9939
8. 1 2  Nationalencyklopedin
9. ↑  Fornlämningar, Statens historiska museum: Kuddby socken
10. ↑  Fornminnesregistret, Riksantikvarieämbetet: Kuddby socken Fornminnen i socknen erhålls på kartan genom att skriva in sockennamn (utan "socken") i "Ange geografiskt område"
11. ↑  Mats Wahlberg, red (2003). Svenskt ortnamnslexikon. Uppsala: Institutet för språk och folkminnen. Libris 8998039. ISBN 91-7229-020-X. https://isof.diva-portal.org/smash/get/diva2:1175717/FULLTEXT02.pdf